# Фраскаро
Фраскаро (італ. Frascaro, п'єм. Frasché) — муніципалітет в Італії, у регіоні П'ємонт,  провінція Алессандрія.
Фраскаро розташоване на відстані близько 460 км на північний захід від Рима, 75 км на схід від Турина, 12 км на південний захід від Алессандрії.
Населення — 443 особи (2014).
Щорічний фестиваль відбувається 6 грудня. 

## Демографія
Населення за роками:

Станом на 1 січня 2023 року в муніципалітеті офіційно проживало 27 іноземців з 14 країн, серед них 7 громадян країн Євросоюзу та 2 громадяни України.

## Сусідні муніципалітети
- Боргоратто-Алессандрино
- Карентіно
- Кастеллаццо-Борміда
- Гамалеро
- Момбаруццо